# La Bosse (Sarthe)
Pour les articles homonymes, voir La Bosse.
La Bosse est une commune française, située dans le département de la Sarthe en région Pays de la Loire, peuplée de 153 habitants (les Bosséens).
Bien que située dans la région naturelle du Perche sarthois, la commune fait partie de la province historique du Maine.

## Géographie
La commune appartient à la région naturelle du Perche.
| Saint-Georges-du-Rosay   |               |                          |
| Saint-Denis-des-Coudrais | La Bosse      | Saint-Aubin-des-Coudrais |
|                          | Boëssé-le-Sec | Saint-Martin-des-Monts   |

### Climat
Pour des articles plus généraux, voir Climat des Pays de la Loire et Climat de la Sarthe.
En 2010, le climat de la commune est de type climat océanique dégradé des plaines du Centre et du Nord, selon une étude du CNRS s'appuyant sur une série de données couvrant la période 1971-2000. En 2020, Météo-France publie une typologie des climats de la France métropolitaine dans laquelle la commune est exposée à un climat océanique altéré et est dans la région climatique  Moyenne vallée de la Loire, caractérisée par une bonne insolation (1 850 h/an) et un été peu pluvieux. 
Pour la période 1971-2000, la température annuelle moyenne est de 10,8 °C, avec une amplitude thermique annuelle de 14,5 °C. Le cumul annuel moyen de précipitations est de 752 mm, avec 12,3 jours de précipitations en janvier et 7,6 jours en juillet. Pour la période 1991-2020, la température moyenne annuelle observée sur la station météorologique de Météo-France la plus proche, sur la commune du Luart à 12 km à vol d'oiseau, est de 12,0 °C et le cumul annuel moyen de précipitations est de 686,4 mm,. Pour l'avenir, les paramètres climatiques de la commune estimés pour 2050 selon différents scénarios d'émission de gaz à effet de serre sont consultables sur un site dédié publié par Météo-France en novembre 2022.

## Urbanisme

### Typologie
Au 1er janvier 2024, La Bosse est catégorisée commune rurale à habitat très dispersé, selon la nouvelle grille communale de densité à sept niveaux définie par l'Insee en 2022.
Elle est située hors unité urbaine. Par ailleurs la commune fait partie de l'aire d'attraction de La Ferté-Bernard, dont elle est une commune de la couronne,. Cette aire, qui regroupe 37 communes, est catégorisée dans les aires de moins de 50 000 habitants,.

### Occupation des sols
L'occupation des sols de la commune, telle qu'elle ressort de la base de données européenne d’occupation biophysique des sols Corine Land Cover (CLC), est marquée par l'importance des territoires agricoles (72,3 % en 2018), une proportion sensiblement équivalente à celle de 1990 (72,2 %). La répartition détaillée en 2018 est la suivante : 
terres arables (48,9 %), forêts (27,7 %), prairies (20,6 %), zones agricoles hétérogènes (2,9 %). L'évolution de l’occupation des sols de la commune et de ses infrastructures peut être observée sur les différentes représentations cartographiques du territoire : la carte de Cassini (XVIIIe siècle), la carte d'état-major (1820-1866) et les cartes ou photos aériennes de l'IGN pour la période actuelle (1950 à aujourd'hui).

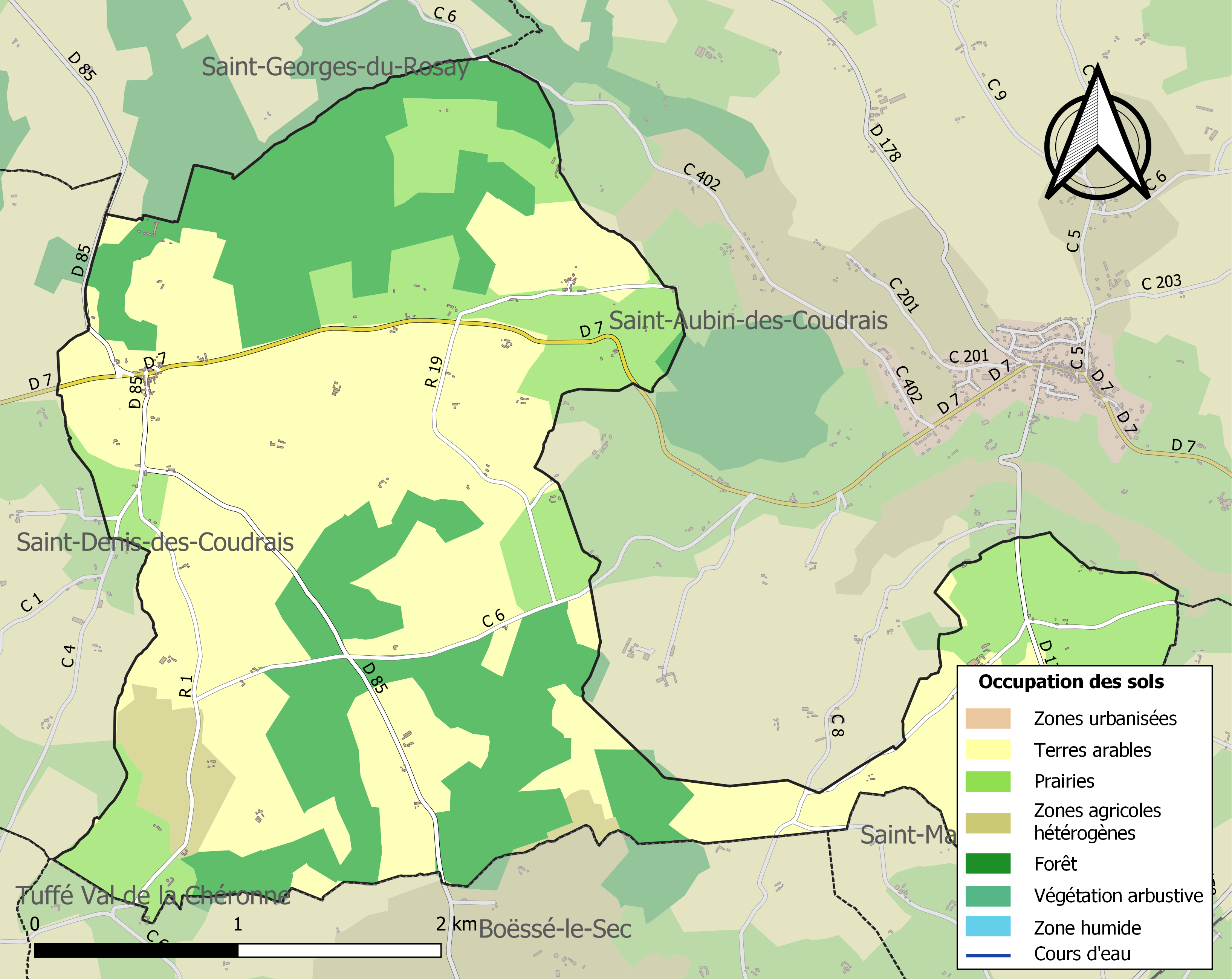
Carte des infrastructures et de l'occupation des sols de la commune en 2018 (CLC).

## Histoire
Vers la fin de l'époque gallo-romaine, au cours du Haut-Empire, le site de La Bosse se révèle être un important centre de production d'objets en céramique. Ces céramiques, certaines dites « communes » et d'autres de confection plus fine (notamment sigillées pourvues de motifs ornementaux et d'une estampille), sont, à cette période, diffusées sur un vaste territoire comprenant la civitates des Aulerci Diablinti et celle des Aulerci Cenomani (zone recouvrant approximativement les actuels départements de la Sarthe et de la Mayenne). De nombreuses prospections archéologiques effectuées au sein d'une aire géographique allant d'Aubigné-Racan à Sées et de Jublains à La Bosse, ont ainsi pu mettre en évidence des tessons de ce type de poteries issues de ces ateliers artisanaux.

## Politique et administration
| Période                                  | Période   | Identité             | Étiquette | Qualité    |
| ---------------------------------------- | --------- | -------------------- | --------- | ---------- |
| (avant 2001)                             | mars 2008 | Jean-Claude Papillon |           |            |
| mars 2008                                | En cours  | Raymond Bellencontre | SE        | Enseignant |
| Les données manquantes sont à compléter. |           |                      |           |            |

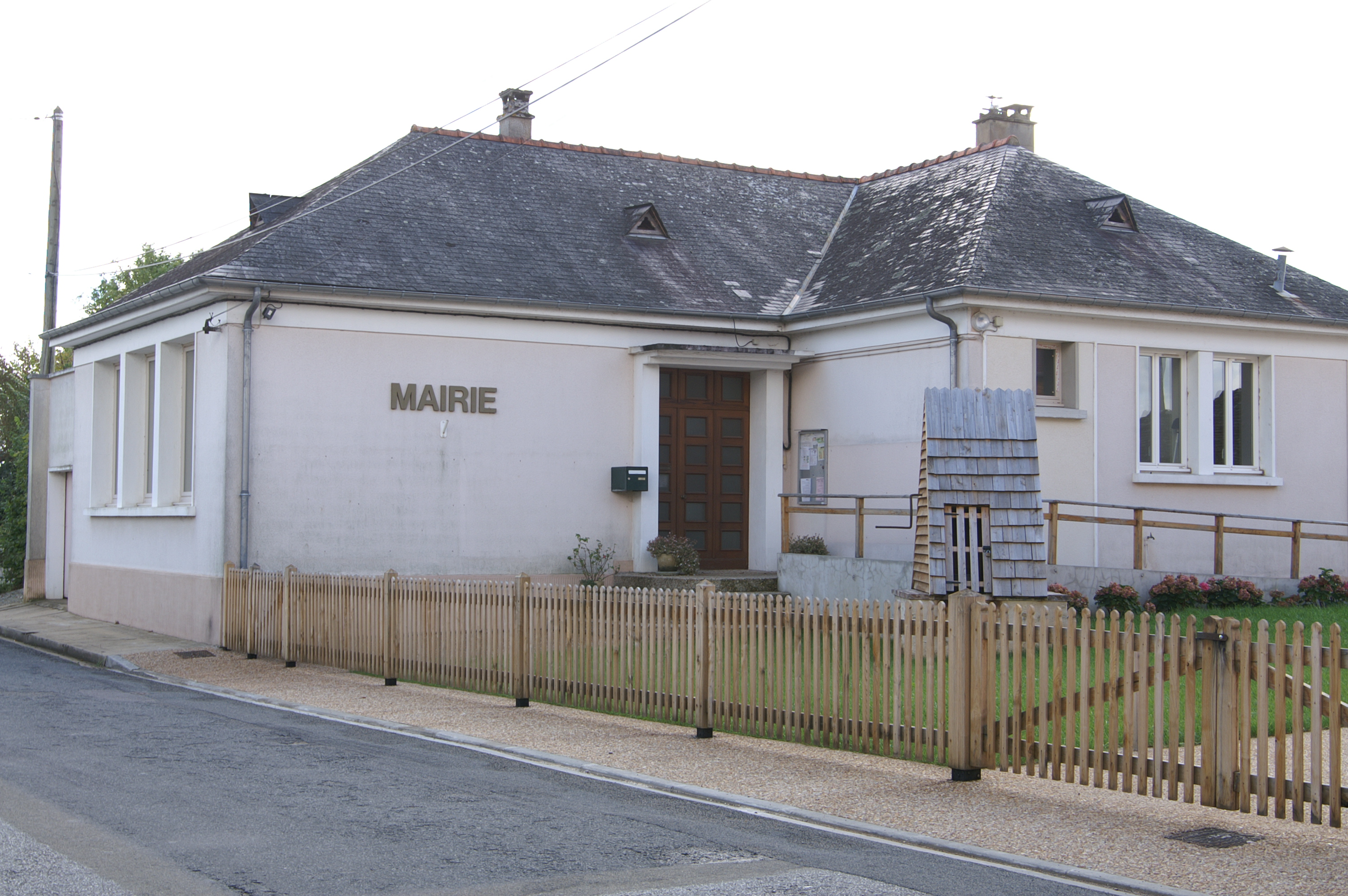
La mairie.

Le nombre d'habitants, au dernier recensement, étant compris entre 100 et 499, le nombre de membres du conseil municipal est de 11.

## Démographie
L'évolution du nombre d'habitants est connue à travers les recensements de la population effectués dans la commune depuis 1793. Pour les communes de moins de 10 000 habitants, une enquête de recensement portant sur toute la population est réalisée tous les cinq ans, les populations de référence des années intermédiaires étant quant à elles estimées par interpolation ou extrapolation. Pour la commune, le premier recensement exhaustif entrant dans le cadre du nouveau dispositif a été réalisé en 2005.
En 2022, la commune comptait 153 habitants, en évolution de +13,33 % par rapport à 2016 (Sarthe : −0,25 %, France hors Mayotte : +2,11 %).
| 1793 | 1800 | 1806 | 1821 | 1831 | 1836 | 1841 | 1846 | 1851 |
| ---- | ---- | ---- | ---- | ---- | ---- | ---- | ---- | ---- |
| 301  | 357  | 385  | 373  | 392  | 459  | 466  | 460  | 444  |

| 1856 | 1861 | 1866 | 1872 | 1876 | 1881 | 1886 | 1891 | 1896 |
| ---- | ---- | ---- | ---- | ---- | ---- | ---- | ---- | ---- |
| 448  | 507  | 497  | 467  | 486  | 463  | 420  | 432  | 473  |

| 1901 | 1906 | 1911 | 1921 | 1926 | 1931 | 1936 | 1946 | 1954 |
| ---- | ---- | ---- | ---- | ---- | ---- | ---- | ---- | ---- |
| 430  | 434  | 439  | 354  | 348  | 329  | 293  | 286  | 280  |

| 1962 | 1968 | 1975 | 1982 | 1990 | 1999 | 2005 | 2006 | 2010 |
| ---- | ---- | ---- | ---- | ---- | ---- | ---- | ---- | ---- |
| 251  | 215  | 201  | 163  | 141  | 111  | 125  | 126  | 118  |

| 2015 | 2020 | 2022 | - | - | - | - | - | - |
| ---- | ---- | ---- | - | - | - | - | - | - |
| 133  | 144  | 153  | - | - | - | - | - | - |

## Culture locale et patrimoine

### Lieux et monuments

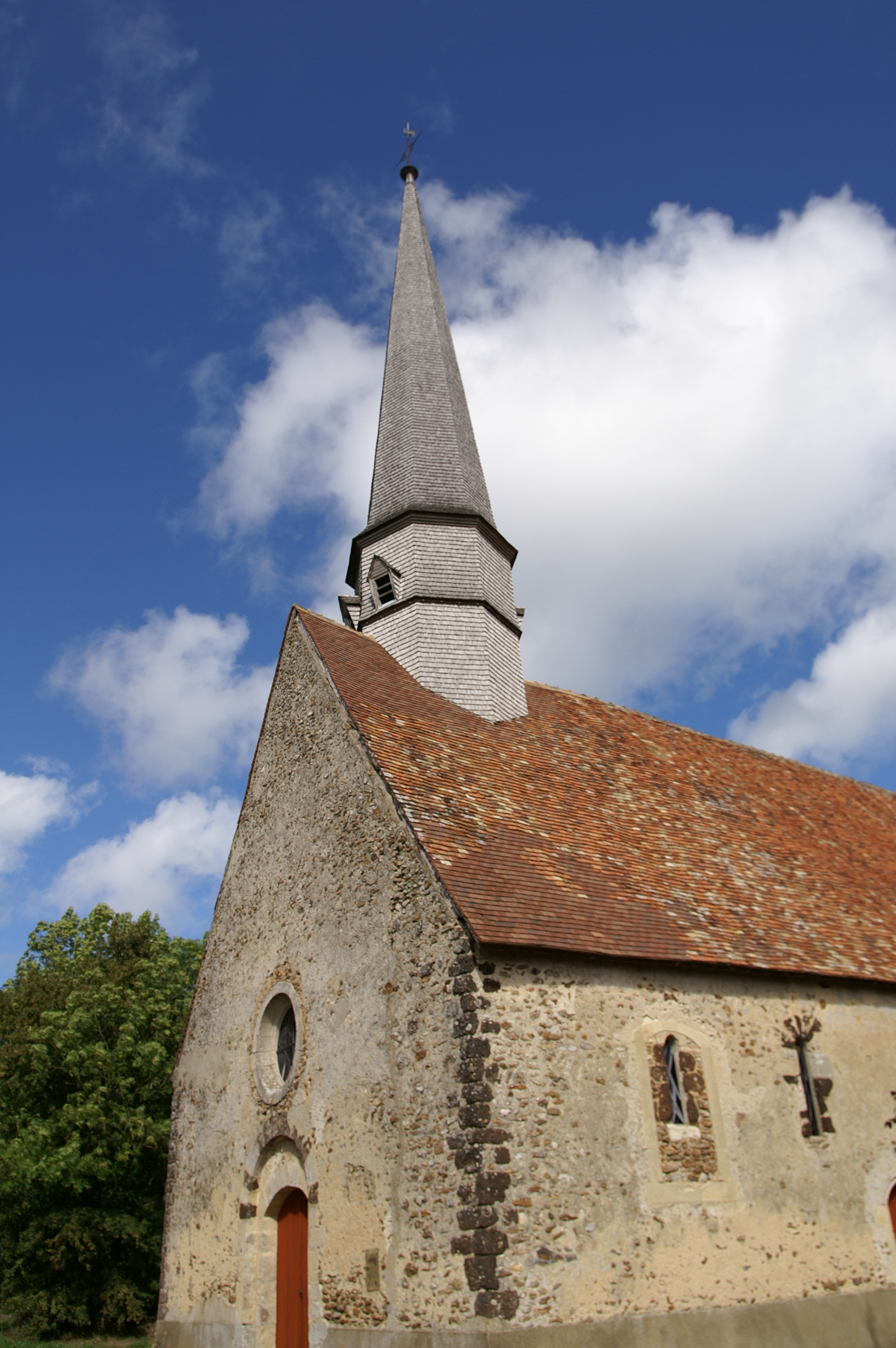
L'entrée et le clocher de l'église Saint-Jacques.

- Église Saint-Jacques, du XIe siècle, remaniée aux XVe, XVIe et XVIIIe siècles, inscrite au titre des monuments historiques par arrêté du 7 décembre 1939[21].
- Château de Mondragon.

### Héraldique
Pour un article plus général, voir Armorial des communes de la Sarthe.
| Blason de La Bosse (Sarthe) | Blason  | D'or à trois maillets de sinople. |
| Blason de La Bosse (Sarthe) | Détails | Armes de la famille de Mailly, propriétaire du château de Mondragon aux XIXe et XXe siècles. Le statut officiel du blason reste à déterminer. |